# Силва Мигел, Веберт да
Вебе́рт да Си́лва Миге́л (порт.-браз. Webert Da Silva Miguel; 15 ноября 1986, Ибирите, Минас-Жерайс, Бразилия), более известный под именем Бето (порт.-браз. Beto) — бразильский футболист, полузащитник.

## Биография
Профессиональную карьеру Бето начал на родине в клубе «Социал». После двух сезонов переехал в Болгарию в июне 2007 года, подписав трехлетний контракт с местной «Беласицей» из Петрича. В январе 2009 года контракт футболиста был выкуплен софийской «Славией». Контракт с клубом был подписан на 2.5 года. К концу сезона 2008/09 он сыграл 10 матчей за клуб, забив три гола. В июне 2009 года Бето перешёл в «Монтану». Проведя начало сезона в клубе, Бето в зимнее трансферное окно перебрался в ереванский «Бананц». В Ереване провёл два полноценных сезона, являясь основным игроком. После чемпионата 2011 года, руководство клуба сменило курс на доморощенных игроков. В начале марта 2012 года Бето расторг контракт с клубом по обоюдному согласию, и уехал в Бразилию.

## Достижения
«Бананц»
- Бронзовый призёр чемпионата Армении: 2010
- Финалист Кубка Армении: 2010
- Финалист Суперкубка Армении: 2010

## Статистика выступлений
Данные на 24 ноября 2011 года
| Клуб              | Сезон            | Чемпионат | Чемпионат | Кубки | Кубки | Еврокубки | Еврокубки | Всего | Всего |
| Клуб              | Сезон            | Матчи     | Голы      | Матчи | Голы  | Матчи     | Голы      | Матчи | Голы  |
| ----------------- | ---------------- | --------- | --------- | ----- | ----- | --------- | --------- | ----- | ----- |
| Беласица (Петрич) | 2007/08          | 20        | 1         | 1     | 0     | 0         | 0         | 21    | 0     |
| Беласица (Петрич) | 2008/09          | 15        | 3         | 0     | 0     | 0         | 0         | 15    | 3     |
| Всего             | Всего            | 35        | 4         | 1     | 0     | 0         | 0         | 36    | 4     |
| Славия (София)    | 2008/29          | 10        | 3         | 0     | 0     | 0         | 0         | 10    | 3     |
| Всего             | Всего            | 10        | 3         | 0     | 0     | 0         | 0         | 10    | 3     |
| Монтана           | 2009/10          | 13        | 2         | 0     | 0     | 0         | 0         | 13    | 2     |
| Всего             | Всего            | 13        | 2         | 0     | 0     | 0         | 0         | 13    | 2     |
| Бананц            | 2010             | 24        | 6         | 5     | 1     | 2         | 0         | 31    | 7     |
| Бананц            | 2011             | 21        | 6         | 7     | 1     | 0         | 0         | 28    | 7     |
| Всего             | Всего            | 45        | 12        | 12    | 2     | 2         | 0         | 59    | 14    |
| Всего за карьеру  | Всего за карьеру | 103       | 21        | 13    | 2     | 2         | 0         | 118   | 23    |